# Orleans (Stoff)
Orléans (franz., spr. -ang), halbwollene glatte Gewebe mit Kette aus Baumwollenzwirn Nr. 100 und Schuss aus Kammgarn oder Mohair, 35–40,000m auf 1 kg; einfarbig, meliert, moiriert, bedruckt, gerippt, façonniert, auch mit Seidenstreifen versehen. Die Garne werden meist auf Exzenterstühlen, für die gemusterte Ware mit Jacquardvorrichtung, roh verwebt, die Gewebe dann gedämpft, gesengt, gewaschen, gefärbt und gepresst. Dichte 28–30 Fäden auf 1 cm.